# Süpplingen
Süpplingen ist eine Gemeinde im Landkreis Helmstedt in Niedersachsen (Deutschland). Sie ist Sitz der Samtgemeinde Nord-Elm, der weitere fünf Gemeinden angehören.

## Geographie

### Geographische Lage
Die Gemeinde liegt an der Schunter, ungefähr 6 km westlich der Kreisstadt Helmstedt an der Bundesstraße 1.
Höchster natürlicher Punkt der Gemeinde ist der Hagenberg mit einer Höhe von 142 m ü. NHN.

### Gemeindegliederung
Zu Süpplingen gehört der östlich der Ortslage von Süpplingen gelegene Wohnplatz Nordschacht, der auf einen gleichnamigen Bergwerksschacht zurückgeht.

## Geschichte
Der Ort Süpplingen wurde Im Jahr 888 erstmals als Sophingi in einer Tauschurkunde erwähnt. Nahe Süpplingen liegt Süpplingenburg, das aus einer mittelalterlichen Burganlage hervorging.
In der zweiten Hälfte des 19. Jahrhunderts setzte die Industrialisierung im Gebiet um Süpplingen ein. Schwerpunkte waren dabei die Zuckerverarbeitung und der Braunkohleabbau, dessen Wurzeln bis ca. 1770 zurückreichen, als die Kohle im Tagebau gefördert wurde.
In der Gemarkung Süpplingen wurde von 1885 bis 1888 der 54 Meter tiefe Nordschacht abgeteuft, der zur bereits seit 1821 bestehenden Schachtanlage Prinz Wilhelm in Wolsdorf gehörte. Ab 1890 verband eine Drahtseilbahn den Nordschacht mit der Norddeutschen Zuckerraffinerie Frellstedt, dem Hauptabnehmer der dort geförderten Kohle. 1921 wurde der Nordschacht wieder aufgegeben, nachdem bereits 1917 durch einen Maschinenschaden die Entwässerung ausfiel und der Schacht verschlämmte.

## Gemeindepartnerschaften
Süpplingen unterhält mit folgenden Gemeinden eine Städtepartnerschaft:
- Noyant-la-Gravoyère in Frankreich
- Süplingen in Sachsen-Anhalt
- Dudar in Ungarn

## Kultur und Sehenswürdigkeiten

### Religionen
Die evangelisch-lutherische Kirche St. Lambertus befindet sich in der Ortsmitte. Die Kirchengemeinde gehört zur Propstei Königslutter.
Die Römisch-Katholische Kirche St. Bonifatius wurde 1899 an der Breiten Straße errichtet. Seit 2008 gehört die Kirche zur Pfarrgemeinde St. Ludgeri in Helmstedt.

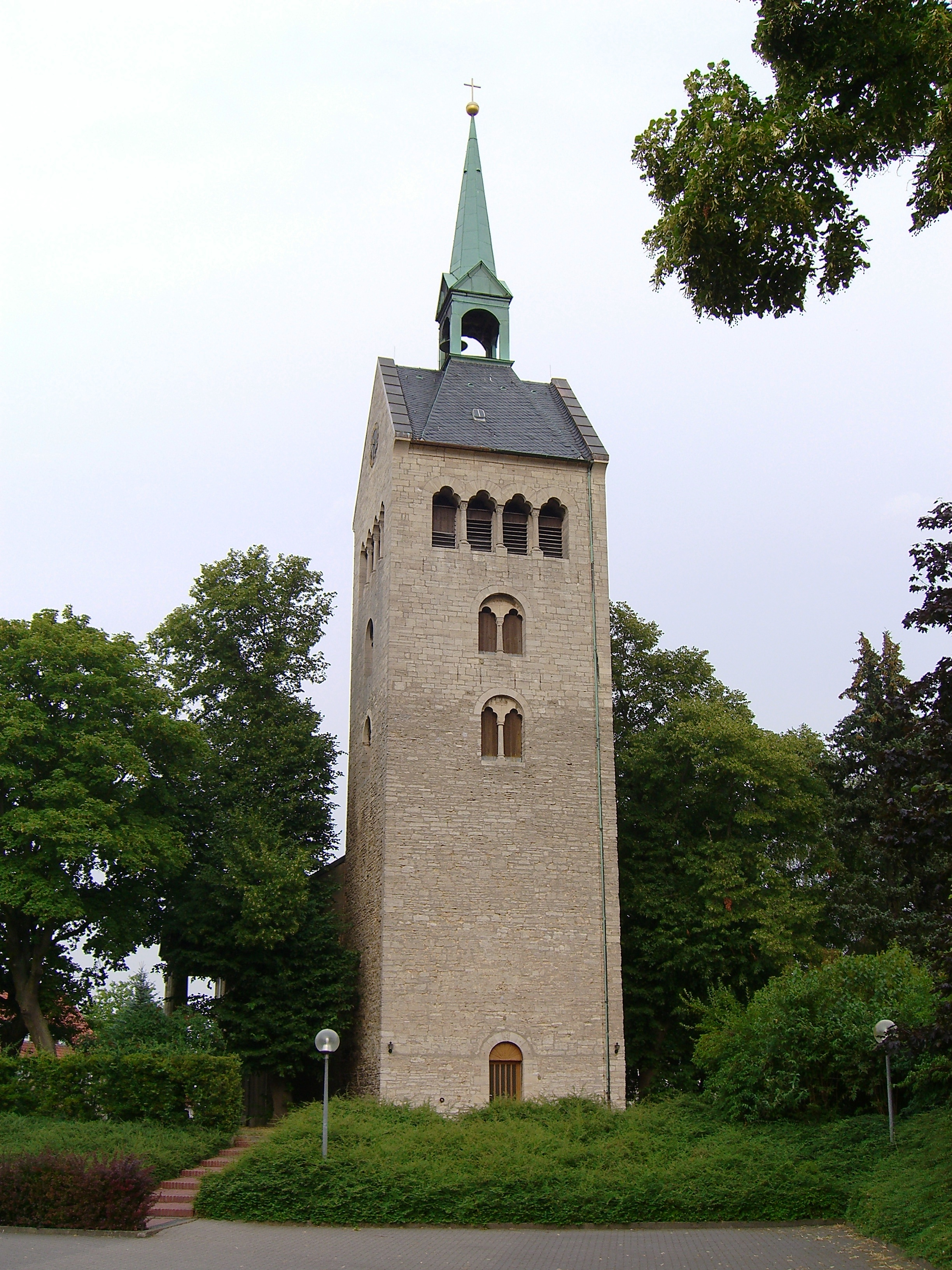
Kirche St. Lambertus
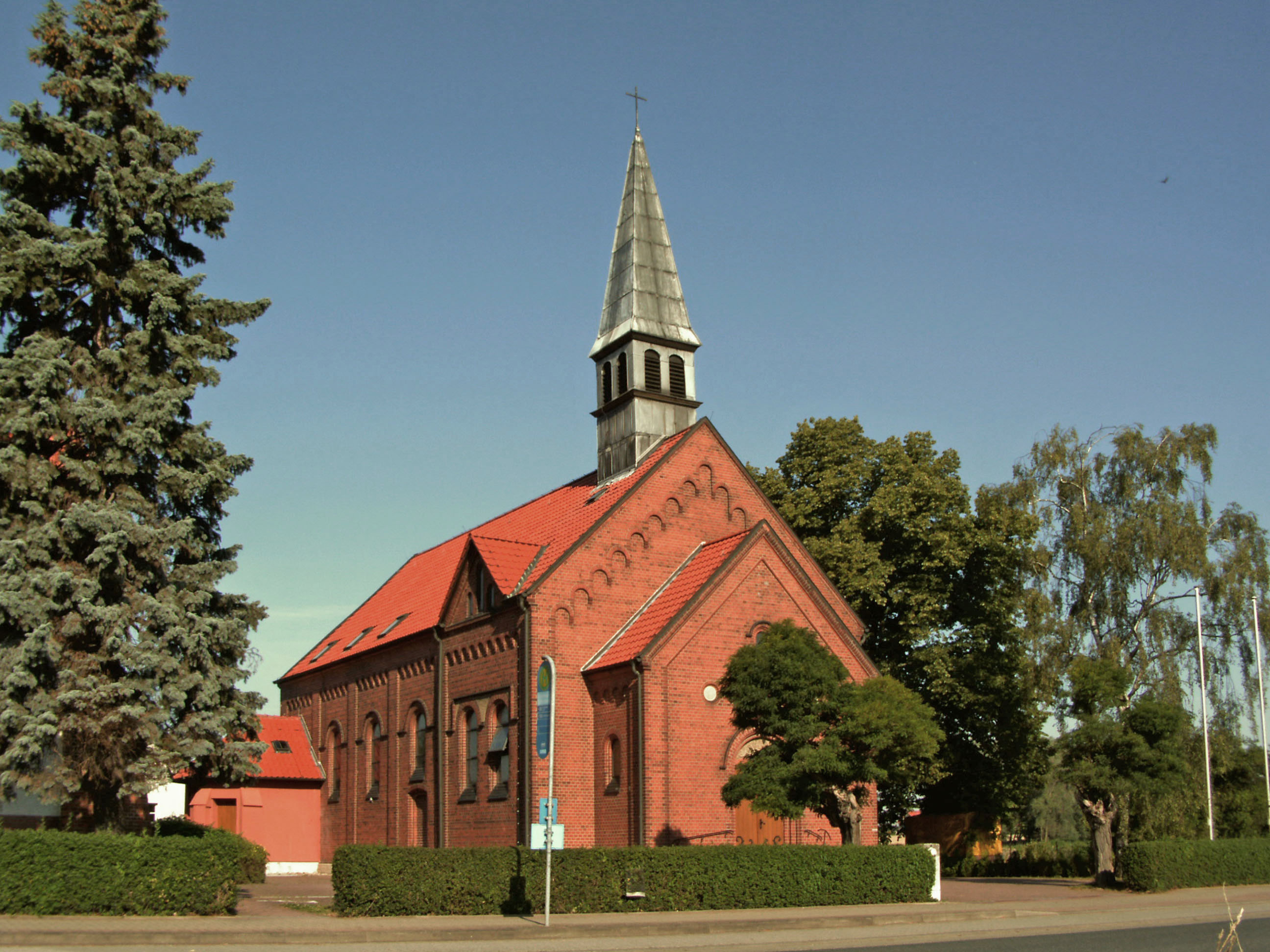
Kirche St. Bonifatius

## Persönlichkeiten
- Friedrich-Wilhelm Evers (1914–2003), Politiker der CDU
- Albert Paxmann (1908–1974), Politiker der SPD